# 캐나다 군단
캐나다 군단은 1915년 9월 프랑스에 제2캐나다사단이 도착하면서 캐나다 원정군에서 편성된 제1차 세계 대전 당시의 군단이다. 1915년 12월 제3캐나다사단이, 1916년 8월 제4캐나다사단이 도착하면서 군단의 규모는 확장되었다. 1917년 2월 제5캐나다사단이 편성되기 시작했고, 1918년 2월 해산될 때까지 이 사단은 나머지 4개의 사단의 보충병력이었다.
캐나다 군단의 병사 대부분들은 영국계 군인들이었지만 캐나다계 군인들도 전쟁 말기에 51%로 증가했다. 이들 대부분은 자원했고, 전쟁이 끝날 때까지 이들은 징집군이 아니었다.결국 1918년 11월 11일 이전까지 24,132명의 징집병이 프랑스에 도착했다. 전쟁 말기에 캐나다 군단은 오스트레일리아 제1제국군과 뉴질랜드 원정군과 더불어 서부 전선에서 가장 뛰어난 부대로 평가받았다.

## 역사

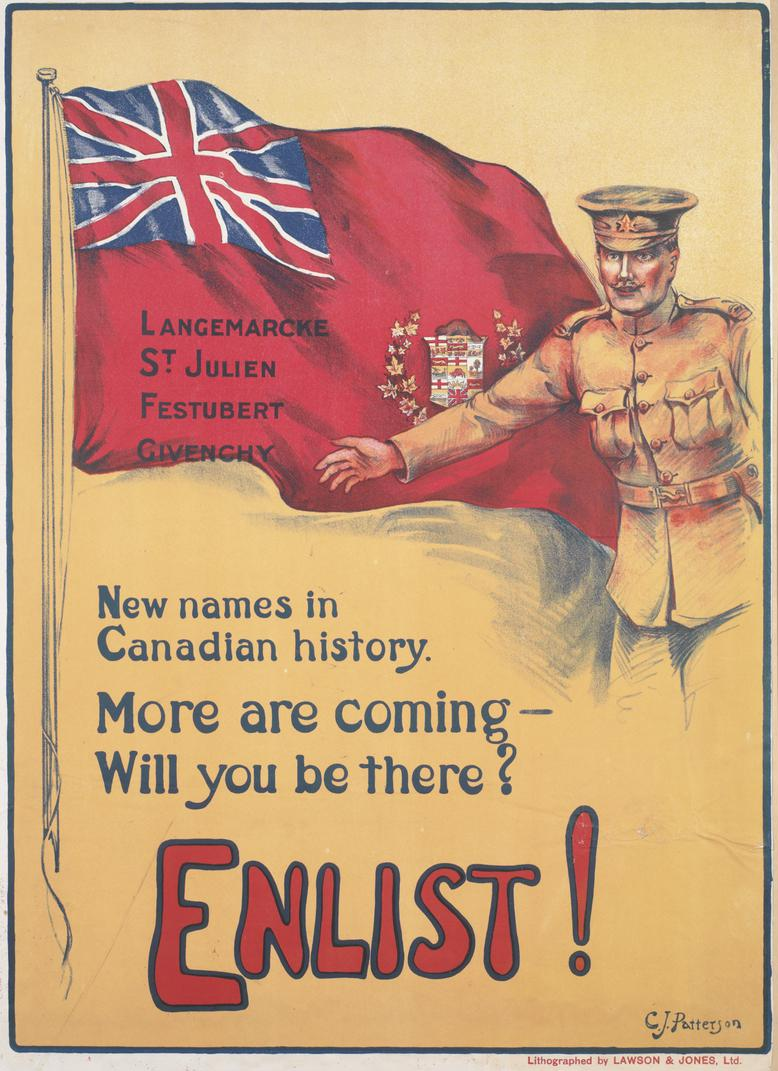
캐나다 징집 포스터

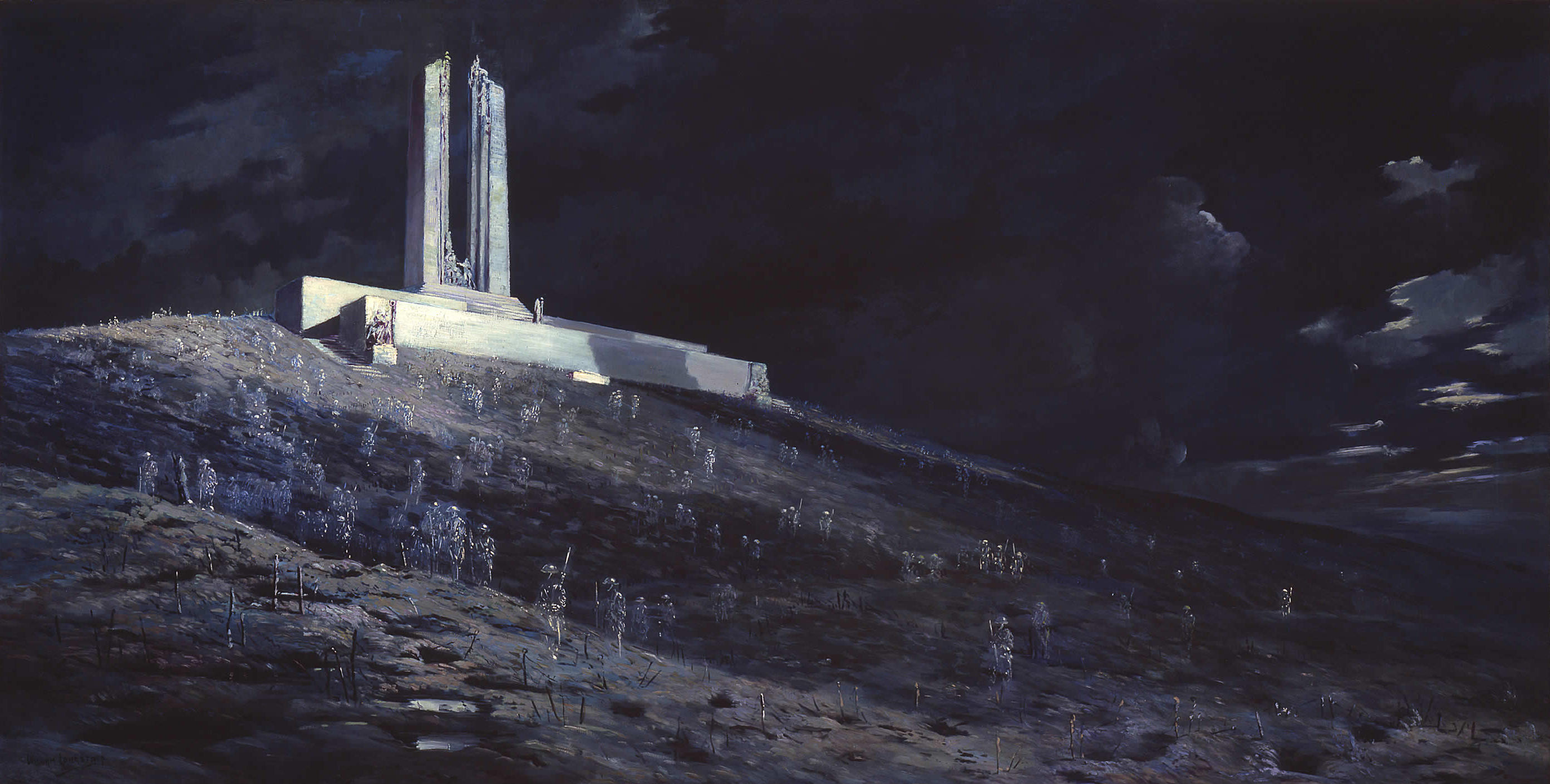
그림:"Ghosts of Vimy Ridge"

군단이 막 편성되었을 당시, 이 부대는 영국 원정군의 지휘 하에 있었지만, 1916년 솜 전투 이후 여러 개의 사단이 군 전체에 흩어져 있기 보다는 군단을 창설해 하나의 부대로 운용하는 것이 낫다는 캐나다 정부의 압력이 있었다. 1916년까지 에드윈 알프레드 헤리 앨더슨 경이 캐나다 군단을 지휘했다. 정치적 문제로 인해 그는 줄리안 빙으로 교체되었다. 1917년 여름 빙이 진급하자 그는 아서 커리가 그의 후임으로 들어왔고, 아서 커리는 캐나다 군단의 첫 캐나다인 군단장이었다. 커리는 연합군과의 통합성과 국가의 독립성에 대한 열망을 잘 어우러지게 할 줄 알았다. 그는 모든 영국군 장교들이 교체되어야 한다는 주장에 저항했고, 잘 훈련되고 경험이 풍부한 캐나다 장교들이 양성된 이후에 영국군 장교들을 교체했다. 이러한 영국군 장교들에는 앨런 브룩과 윌리엄 아이언사이드가 있었으며, 두 사람 모두 이후 영국의 육군 원수가 된다.
캐나다 군단은 1917년 4월 비미 능선 전투에서 승리를 거두었고, 커리는 "군단이 창설된 이래 가장 훌륭한 날이었다."라고 말했다. 1918년 독일군의 춘계 대공세 당시 캐나다 군단은 영국 및 프랑스군을 지원했다. 1918년 8월 8일부터 8월 11일까지 캐나다 군단은 아미앵 전투에서 선봉을 맡았으며, 이 전투에서 독일군에 큰 피해를 입혔다. 이 전투는 캐나다의 백일천하의 시작점이라고 불릴 정도였다. 캐나다군은 연합군과 함께 공세를 이어갔고, 1918년 11월 11일 몽스에서 진격을 멈추었다.
전쟁 말기 제1캐나다사단과 제2캐나다사단은 독일 점령 임무를 수행했으며, 1919년 캐나다 군단은 완전히 해산되었다. 캐나다 전국에서는 참전용사들의 귀환을 환영했다. 캐나다 군단의 사상자는 총 56,638명으로, 이는 캐나다 정부가 해외에 파견한 418,052명의 병사들 중 약 13.5%를 차지하며 등록된 병사들의 약 9.26%를 차지했다.

## 예하 캐나다 사단
| 부대          | 편성 뱃지                   | 활동 기간                         | 지휘관                   | 임기                                 | 주요 전투                                                        |
| ------------- | --------------------------- | --------------------------------- | ------------------------ | ------------------------------------ | ---------------------------------------------------------------- |
| 제1캐나다사단 |                             | 편성: 1914년 8월 해산: 1919년     | 에드윈 앨더슨            | 1915년 3월 – 1915년 9월              | 제2차 이프르 전투                                                |
| 제1캐나다사단 | 아서 커리                   | 편성: 1914년 8월 해산: 1919년     | 1915년 9월 – 1917년 6월  | 몽소렐 전투 솜 전투 비미 능선 전투   |                                                                  |
| 제1캐나다사단 | 아치볼드 카메론 맥도넬      | 편성: 1914년 8월 해산: 1919년     | 1917년 6월 – 1919년      | 70고지 전투 파스샹달 전투            |                                                                  |
| 제2캐나다사단 |                             | 편성: 1915년 5월 해산: 1919년     | 샘 스틸                  | 1915년 5월 – 1915년 8월              | None                                                             |
| 제2캐나다사단 | R. E. W. 터너               | 편성: 1915년 5월 해산: 1919년     | 1915년 9월 – 1916년 12월 | 솜 전투 파스샹달 전투                |                                                                  |
| 제2캐나다사단 | 헨리 에드워드 버스탈        | 편성: 1915년 5월 해산: 1919년     | 1916년 12월 – 1919년     | 비미 능선 전투                       |                                                                  |
| 제3캐나다사단 |                             | 편성: 1916년 1월 해산: 1919년     | 맬컴 머서                | 1915년 12월 – 1916년 6월 (전사)      | 몽소렐 전투                                                      |
| 제3캐나다사단 | 루이스 립세트               | 편성: 1916년 1월 해산: 1919년     | 1916년 6월 – 1918년 9월  | 솜 전투 비미 능선 전투 파스샹달 전투 |                                                                  |
| 제3캐나다사단 | 프레데릭 오스카 워렌 루미스 | 편성: 1916년 1월 해산: 1919년     | 1918년 9월 – 1919년      | None                                 |                                                                  |
| 제4캐나다사단 |                             | 편성: 1916년 4월 해산: 1919년     | 데이비드 왓슨            | 1916년 4월 – 1919년                  | 비미 능선 전투 파스샹달 전투 아미앵 전투 아라스 전투 캉브레 전투 |
| 제5캐나다사단 |                             | 편성: 1917년 2월 해산: 1918년 2월 | 가넷 휴스                | 1917년 2월 – 1918년 2월              | 없음                                                             |